# Riku Furuyado
Riku Furuyado (japanisch 古宿 理久 Furuyado Riku; * 18. April 2001 in der Präfektur Kanagawa) ist ein japanischer Fußballspieler.

## Karriere
Riku Furuyado erlernte das Fußballspielen in den Jugendmannschaften vom JFC Futuro und dem Yokohama FC sowie der Schulmannschaft der Aomori Yamada High School. Seinen ersten Vertrag unterschrieb er am 1. Februar 2020 bei seinem Jugendverein Yokohama FC. Der Verein aus Yokohama, einer Stadt in der Präfektur Kanagawa, spielte in der ersten japanischen Liga. Sein erstes Pflichtspiel für Yokohama absolvierte er am 28. April 2021 im J. League Cup gegen Kashiwa Reysol. Sein Erstligadebüt gab Riku Furuyado am 30. Mai 2021 (17. Spieltag) im Auswärtsspiel gegen Gamba Osaka. Hier wurde er in der 85. Minute für Kōhei Tezuka eingewechselt. Anfang August 2021 wechselte er auf Leihbasis zum Zweitligisten Mito Hollyhock. Für den Verein aus Mito absolvierte er ein Ligaspiel. Direkt im Anschluss wechselte er im Februar 2022 ebenfalls auf Leihbasis nach Yokohama zum Drittligisten YSCC Yokohama.